# Metropolia Kerkiry, Paksos i Wysp Diapontyjskich
Metropolia Kerkiry, Paksos i Wysp Diapontyjskich (gr. Ιερά Μητρόπολις Κερκύρας, Παξών και Διαποντίων Νήσων) – eparchia o randze metropolii prawosławnego Kościoła Grecji. 

## Opis
Siedzibą metropolii jest miasto Korfu na wyspie Korfu w północno-zachodniej Grecji. Obejmuje całą jednostkę regionalną Korfu, tj. nie tylko wyspę Korfu (Kerkyra), ale także dwie małe wyspy Paxoi i Wyspy Diapontyjskie (Zamorskie). Funkcję katedry pełni kościół metropolitalny Panagia Spilaiotissa w Korfu, a obecnym ordynariuszem jest arcybiskup metropolita Nektariusz (Dowas), który w 2015 odwiedził Grabarkę.

## Historia
Jedna ze starszych eparchii greckiego prawosławia. W VIII wieku została ona przeniesiona spod jurysdykcji Rzymu pod zwierzchnictwo patriarchatu Konstantynopola. W drugiej połowie X wieku awansowała do rangi arcybiskupstwa, a ostatecznie metropolią stała się w połowie lub pod koniec XI wieku. 
Pierwszy znany arcybiskup Kerkiry, Arseniusz (zm. ok. 953), został ogłoszony świętym.
Podobnie jak inne metropolie iliryjskie w VIII wieku została ona przeniesiona spod jurysdykcji Patriarchatu Rzymskiego pod ogólną jurysdykcję Patriarchatu Konstantynopola. W drugiej połowie X wieku miasto awansowało do rangi arcybiskupstwa, a ostatecznie metropolią stało się w połowie lub pod koniec XI wieku. 
W okresie dominacji łacińskiej, od roku 1284, kiedy Andegawenowie zdobyli Korfu, do roku 1799, kiedy Wenecjanie opuścili wyspę, prawosławie było wyznaniem drugiej kategorii. W tym okresie ustanowiono biskupstwo katolickie na Korfu (obecna archidiecezja Korfu–Zakintos–Kefalina, a zwierzchnik duchowieństwa greckiego nosił tytuł protopapasa (archipresbyter Graecorum). Po zniesieniu władzy weneckiej przywrócono metropolię Korfu pod zwierzchnictwem patriarchy ekumenicznego.
Po utworzeniu państwa greckiego i przekazaniu miasta Korfu wraz z całą wyspą spod brytyjskiego protektoratu Wysp Jońskich greckiemu królowi Jerzemu I w 1864 katedra Panagia Spiliotissa stała się katedrą prawosławnej metropolii Korfu w jurysdykcji Kościoła Grecji.

## Biskupi
- Arseniusz z Korfu(inne języki) (zm. 953)
- Jerzy z Kerkyry(inne języki) (XII wiek)
- Jerzy (Bardanes)(inne języki) (1219–1232)[7]
- Bazyli z Korfu(inne języki) (XV w.)
- Hieroteusz (2 lutego 1800 – 18131)[8][8]
- Makary (1822 – 2 września 1827, od 1818 gubernator Korfu)[8]
- Chryzantos (Masellos) (1833–1848)[9][8]
- Atanazy (Politis) (1848 – 29 kwietnia 1870)[8]
- Antoni (Hariatis) (1870–1881)[8]
- Eustachy (Vulismas) (1884–1895)[8]
- Sebastian (Nikokavouras) (19 września 1899 – lipiec 1920)
- Atenagoras (Spyrou) (22 grudnia 1922 – 30 sierpnia 1930, później patriarcha Konstantynopola)
- Aleksander (Dimoglu) (30 sierpnia 1930 – 1 sierpnia 1942, wcześniej arcybiskup Ameryki)
- Metody (Condostanos) (20 września 1942 – maj 1967)
- Polikarp (Vagenas) (26 czerwca 1967 – 25 marca 1984)
- Tymoteusz (Trivizas) (4 maja 1984 – 15 marca 2002)[8]
- Nektariusz (Dowas) (od 13 października 2002)